# 9 rota
9 rota (cirílico: 9 Рота; no Brasil: 9.º Pelotão) é um filme russo-finlando-ucraniano  de 2005, dos gêneros drama, ação e guerra, dirigido por Fyodor Bondarchuk, roteirizado por Yuriy Korotkov e musicado por Dato Evgenidze.

## Sinopse
História verídica da década de 1980, na 1.ª Guerra do Afeganistão, grupo de jovens recrutas russos do 9º Batalhão lutam na defesa da colina 3234.

## Elenco
- Artur Smolyaninov ....... Lyutyy
- Aleksey Chadov ....... Vorobey
- Konstantin Kryukov ....... Dzhokonda
- Ivan Kokorin ....... Chugun
- Mikhail Evlanov ....... Ryaba
- Artyom Mikhalkov ....... Stas
- Soslan Fidarov ....... Pinochet
- Ivan Nikolaev ....... Seryy
- Mikhail Porechenkov ....... Dygalo
- Fyodor Bondarchuk ....... Khokhol
- Dmitriy Mukhamadeev ....... Afanasiy
- Irina Rakhmanova ....... Belosnezhka
- Amadu Mamadakov ....... Kurbashi
- Aleksandr Shein ....... Patefon
- Aleksey Kravchenko ....... Capitão Bystrov
- Aleksandr Bashirov ....... Pomidor
- Mikhail Efremov ....... Dembel
- Stanislav Govorukhin
- Andrey Krasko ....... Kompolka
- Aleksandr Lykov
- Aleksey Serebryakov
- Oles Katsion ....... Mikhey
- Karen Martirosyan ....... Ashot
- Marat Gudiev ....... Akhmet
- Denis Moshkin ....... 'Chernyy aist'
- Aleksandr Kucherenko ....... Parikmakher
- Svetlana Ivanova ....... Olya
- Evgeniy Arutyunyan ....... Svyazist
- Mikhail Vladimirov
- Oleg Zhukov
- Mikhail Solodko
- Evgeniya Popova